# Еміль Рібек
Еміль Рібек (* 11 червня 1853 у Лео; † 22 червня 1885 у Фельдкірху) — німецький хімік, етнолог, мінералог, натураліст та колекціонер. Мінерал рибекіт та затока Рібека носять його ім'я.

## Життєпис
Син промисловця Карла Адольфа Рібека вивчав природничі науки, зокрема хімію, у Карлсруе, Лейпцигу та Фрайбурзі-ім-Брайсгау. У Карлсруе він став членом Корпусу Франконія. У 1880 році йому було присуджено докторський ступінь за дисертацію «Внесок у пізнання піропіситу». Рібек кілька разів подорожував Північною Африкою та Аравійським півостровом. У 1881 році він здійснив експедицію на Сокотру разом з Георгом Швайнфуртом. У 1882 році за дорученням Адольфа Бастіана він здійснив подорож до гірських районів Чіттагонг на території сучасного Бангладеш. У 1884 році Еміль Рібек фінансував експедицію Готлоба Краузе до Нігеру, Бенуе та Чаду.
Рібек створив велику колекцію предметів мистецтва та ремесел зі Східної Азії, Індії, Аравії та Африки, яка зараз знаходиться в різних музеях Берліна, Дрездена, Відня та Веймара. Під час своєї експедиції на Сокотру він взяв людські останки (черепи) зі старохристиянських скельних гробниць і відправив їх Герману Велькеру в Галле. Потім черепи стали частиною колекцій Меккеля в університеті.